# Marcial Martínez de Ferrari
Marcial Martínez de Ferrari, (Lima, 30 de octubre de 1866 - Santiago, 16 de agosto de 1950) fue un filántropo y diplomático chileno.

## Biografía
Tuvo una participación activa en la diplomacia chilena. Fue Ministro Plenipotenciario del Presidente Juan Luis Sanfuentes ante Uruguay. Dentro de los proyectos firmados destacan un Tratado de Paz entre ambos Estados, el convenio de la Unión de Sellos Postales en representación de Chile, y un acuerdo sobre el ejercicio de profesiones liberales entre ambas naciones.
Gracias a los avances en las comunicaciones, principalmente telegrafía y correos, Martínez junto con el Vicealmirante Jorge Montt y al Dr. Pedro L. Ferrer crearon la primera directiva de la Cruz Roja Chilena con sede en Santiago, haciendo que la obra de Vittorio Cuccuini, funcionara armónicamente en todo en todo el país.
Entre 1920 y 1922 se desempeñó como alcalde de San Bernardo.

## Distinciones
La Escuela Básica D 757 de la comuna de El Bosque, lleva su nombre.
La biblioteca de postgrado de la universidad de Chile, lleva su nombre.